# 버클리 더필드
버클리 더필드(Burkely Duffield, 1992년 8월 9일 ~ )는 캐나다의 배우이다.

## 출연 작품

### 영화
- 워크래프트: 전쟁의 서막 (2016년) - 캘런 역